# Mystic Familiar
Mystic Familiar è un album in studio del musicista statunitense Dan Deacon, pubblicato nel 2020.

## Tracce
1. Become a Mountain – 4:05
2. Hypnagogic – 1:33
3. Sat by a Tree – 4:27
4. Arp I: Wide Eyed – 2:08
5. Arp II: Float Away – 3:43
6. Arp III: Far from Shore – 4:36
7. Arp IV: Any Moment – 1:42
8. Weeping Birch – 4:23
9. Fell into the Ocean – 4:32
10. My Friend – 5:14
11. Bumble Bee Crown King – 7:23